# Masques (film)
Pour les articles homonymes, voir Masques.
Pour plus de détails, voir Fiche technique et Distribution.
Masques est un film français réalisé par Claude Chabrol, sorti en 1987.

## Synopsis
Roland Wolf, jeune journaliste, se fait inviter par Christian Legagneur, sous prétexte d'écrire la biographie de ce présentateur-vedette de télévision. En réalité, il cherche à retrouver la trace de sa sœur Madeleine, mystérieusement disparue. Celle-ci était l'amie de Catherine, la filleule de Legagneur. Cette dernière vit chez son parrain depuis toute petite, à la suite du décès de ses parents dans un accident. Mais Catherine dépérit, victime d'un mal étrange. Roland devient son amant, et il démasque Legagneur cherchant à tuer sa filleule afin de s'emparer de la fortune dont elle a hérité de ses parents. Sa tentative d'éliminer Catherine étant déjouée par Roland, Legagneur, cerné par la police lors d'une émission en direct, craque et avoue sa culpabilité ainsi que son mépris pour son public.

## Fiche technique
- Titre original : Masques
- Réalisation : Claude Chabrol, assisté d'Alain Wermus
- Scénario : Odile Barski et Claude Chabrol
- Décors : Françoise Benoît-Fresco
- Costumes : Magali Fustier-Dray
- Photographie : Jean Rabier
- Son : Jean-Bernard Thomasson
- Musique : Matthieu Chabrol
- Montage : Monique Fardoulis
- Production : Marin Karmitz
- Sociétés de production : Les Films A2, MK2 Productions
- Société de distribution : MK2 Diffusion
- Pays d'origine :  France
- Langue originale : français
- Format : Couleurs (Eastmancolor) - 35 mm - 1,66:1 - Son Mono
- Genre : Comédie, thriller
- Durée : 100 minutes
- Date de sortie :
  - France : 11 février 1987

## Distribution
- Philippe Noiret : Christian Legagneur
- Robin Renucci : Roland Wolf
- Anne Brochet : Catherine Lecœur, filleule de Legagneur
- Monique Chaumette : Colette, secrétaire de Legagneur
- Pierre-François Duméniaud : Max, chauffeur et cuisinier de Legagneur
- Bernadette Lafont : Patricia Marquet, masseuse de Legagneur
- Roger Dumas : Emmanuel Marquet dit Manu, mari de Patricia
- Pierre Nougaro : Gustave
- Renée Dennsy : Émilie
- Yvonne Decade : Antoinette
- Blanche Ariel : Rosette
- René Marjac : Maurice
- Paul Vally : Henry
- Denise Pezzani : Mme Lemonier
- Pierre Hisch : M. Loury
- Michel Dupuy : L'assistant
- Henri Attal : Le surveillant
- Dominique Zardi : Totor
- François Lafont : L'homme à la blouse

## Nominations
- 1987 Festival De Berlin : sélectionné en compétition
- 1988 13e cérémonie des César
  - César de la meilleure actrice dans un second rôle : nomination de Bernadette Lafont
  - César du meilleur espoir féminin : nomination d'Anne Brochet

## Accueil
« Polar savamment huilé, le film griffe le milieu de la télévision et ses bateleurs prétendument débonnaires. Claude Chabrol donne libre cours à son ironique perversité. [...] Philippe Noiret règne en majesté sur ce ballet de faux-semblants. Faux amis, faux gentils, faux biographe (Robin Renucci) et vraie princesse, séquestrée à cause d'un mystérieux secret : Anne Brochet, dont c'était le premier grand rôle, compose une "victime" lumineuse et butée. »

— Cécile Mury, Télérama, 29 mai 2010